# 旭日環球
旭日環球投資控股有限公司，簡稱旭日環球投資控股、旭日環球，以及旭日環球投資（英語：Aurora Global Investment Holdings Limited，港交所已除牌時0353.HK），在1993年由當時創辦人林日昇為主席，而前身為「美吉利國際控股有限公司」，以及「東方工業控股有限公司」。該股份曾在2001年7月26日於香港交易所主板上市。
當時業務是中國內地經營地毯買賣、物流、金融等行業。而當時大股東為林日昇，後來轉手給馬中和、彭文堅（陳沛嘉（陳祉妤前身）丈夫）等主要人物，但由於過往業務也受到效益欠佳影響，故此在2008年2月1日和2010年9月28日，分別更名森源鈦礦控股有限公司，以及能源國際投資控股有限公司前，先後出售惠州經營地毯、河北大盛行擔保等若干企業已完成。

## 連結
- energyintl.todayir.com